# 28340 Yukihiro
28340 Yukihiro è un asteroide della fascia principale. Scoperto nel 1999, presenta un'orbita caratterizzata da un semiasse maggiore pari a 3,0141664 UA e da un'eccentricità di 0,1481556, inclinata di 11,83819° rispetto all'eclittica.